# Jody Cundy
Jody Alan Cundy (Wisbech, Reino Unido, 14 de octubre de 1978) es un ciclista y ex nadador inglés. Representó a Gran Bretaña en seis Juegos Paralímpicos de Verano ganando siete medallas de oro en eventos de natación y ciclismo. También ha competido en múltiples campeonatos mundiales, ganando 22 medallas.

## Biografía
Cundy nació en Wisbech, Cambridgeshire, hijo de Alan, un soldador y Ann, una contadora. Creció en Norfolk junto con su hermano menor Ashley. Nació con un pie deformado, el cual le fue amputado cuando tenía tres años.

## Carrera

### Natación
Cuando tenía 10 años, sus padres conocieron a los padres de una niña discapacitada y hablaron sobre la natación con discapacidad. Después de un poco de investigación, decidieron inscribirlo en clases de natación. Cundy mostró potencial rompiendo récords de natación para su grupo de edad. Después de convertirse en un miembro destacado del equipo local de su club King's Lynn, debutó internacionalmente en el Campeonato Mundial de Natación en Malta en 1994. "Yo", recuerda, "nunca fui un nadador dotado naturalmente. No tengo la compilación. Simplemente trabajé muy duro: 10 u 11 sesiones de dos horas en la piscina cada semana, y pesas y trabajo de fuerza central: más de 30 horas a la semana". Más tarde se convirtió en un atleta superior y representó a Gran Bretaña tres veces en natación en los Juegos Paralímpicos de 1996 a 2004, ganando tres medallas de oro y dos de bronce. Después de los Juegos Paralímpicos de Atenas 2004 que le dieron un "no excelente" bronce, se unió al centro de natación de alto rendimiento en Swansea.

### Ciclismo
En 2006, cambió la natación por el ciclismo, compitiendo en eventos internacionales en la categoría de discapacidad C4. Obtuvo el oro en su debut en el campeonato mundial de 2006, repitiendo esta hazaña en 2007 y 2009 y también se llevó el título de carrera en equipo en ambos eventos.  Desde que cambió al ciclismo, se ha establecido en Mánchester, donde entrena con el equipo de ciclismo de Gran Bretaña.
Representando a Gran Bretaña en los Juegos Paralímpicos de Verano de 2008 rompió el récord mundial en el camino para ganar el oro en la carrera Contrarreloj de 1 km con un tiempo de 1 minuto y 5.466 segundos. Esto lo convirtió en uno de los pocos atletas que se han convertido en campeones paralímpicos en dos deportes diferentes.
Fue nombrado miembro de la Orden del Imperio Británico (MBE) en los honores de Año Nuevo 2009.
El 12 de octubre de 2012, recibió un Doctorado Honorario de la Universidad Anglia Ruskin con una ceremonia en el Cambridge Corn Exchange.
Cundy pretendía clasificarse en el equipo de Inglaterra para los Juegos de la Mancomunidad de 2014, sin embargo, abandonó esta esperanza después de colocarse quinto entre los competidores ingleses y octavo en general en la contrarreloj de 1 km en el Campeonato Británico Nacional de Pista 2013, a pesar de establecer un nuevo récord personal y del mundo para la categoría C4. Posteriormente ganó el oro en el Campeonato Mundial de ciclismo en pista UCI 2014 en Aguascalientes en el contrarreloj C4 1   km, ganando su noveno título mundial y rompiendo su propio récord mundial con un tiempo de 1: 01.466.
En los Juegos Paralímpicos de Verano de 2016 en Río, recuperó su título paralímpico con un nuevo récord de 1: 04.492 que, si se considera para los atletas C4, dio un tiempo ganador de 1: 02.473. En el evento final de ciclismo en pista del Juegos Paralímpicos de Río de Janeiro 2016 se unió a Louis Rolfe y Jon-Allan Butterworth para llevarse la medalla de oro carrera en equipo mixto C1-5 en un tiempo récord mundial de 48.635.
Fue nombrado Oficial de la Orden del Imperio Británico (OBE) en los honores de Año Nuevo 2017 por sus servicios de ciclismo y natación.

## Televisión
Cundy fue concursante en la vigesimoprimera temporada del concurso de baile Strictly Come Dancing. Cundy y su pareja, la bailarina profesional Jowita Przystał, fueron eliminados en la cuarta semana, el 15 de octubre de 2023.